# Viðoy
Viðoy is het meest noordelijke eiland in de Faeröer; het ligt vlak ten oosten van het eiland Borðoy waarmee het verbonden is met een weg over een dam. De naam betekent Houteiland vanwege het vele drijfhout dat aan de kusten aanspoelt vanuit Siberië en Noord-Amerika. Viðoy heeft 617 inwoners op een oppervlakte van 41 km², wat een bevolkingsdichtheid oplevert van 15 inwoners/km². De hoogste berg op Viðoy is Villingadalsfjall (841 m), de noordelijkste bergtop van de Faeröer; aan de noordkust ligt de Enniberg-klip, met 750 meter de hoogste klip van Europa. Er zijn twee bewoonde plaatsen op het eiland: Hvannasund in het zuidoosten en Viðareiði in het noordoosten, het noordelijkste dorp van de Faeröer. Een weg langs de westkust verbindt de twee dorpen met elkaar. Een busverbinding verbindt het eiland met Klaksvík.

## Externe link

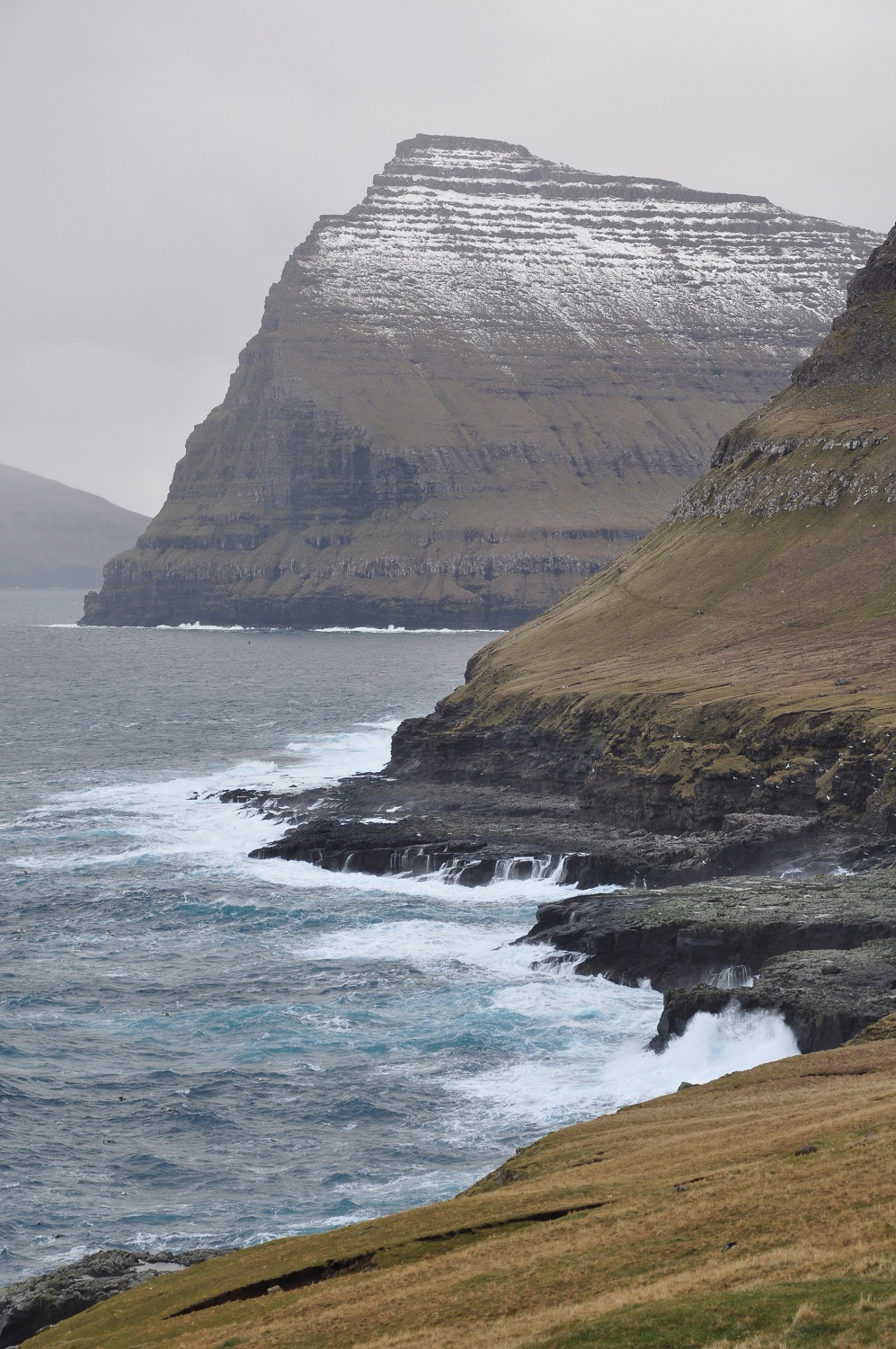
Oostkust van Viđoy met Talvborđ, 557 m.

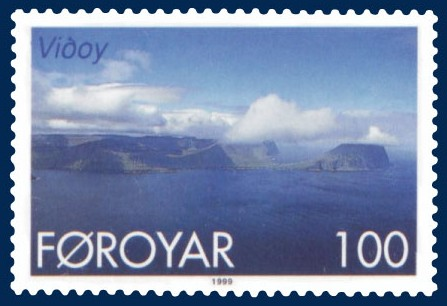
Viðoy op een postzegel